# Tišnov (stacja kolejowa)
Tišnov – stacja kolejowa w miejscowości Tišnov, w kraju południowomorawskim, w Czechach. Znajduje się na wysokości 255 m n.p.m.
Jest zarządzany przez Správę železnic. Na stacji znajdują się kasy biletowe, na których istnieje możliwość zakupu biletów na wszystkie pociągi w tym międzynarodowe oraz rezerwacji miejsc.

## Linie kolejowe
- 250 Havlíčkův Brod - Brno - Kúty
- 251 Žďár nad Sázavou - Nové Město na Moravě - Tišnov